# Entrada (beisebol)

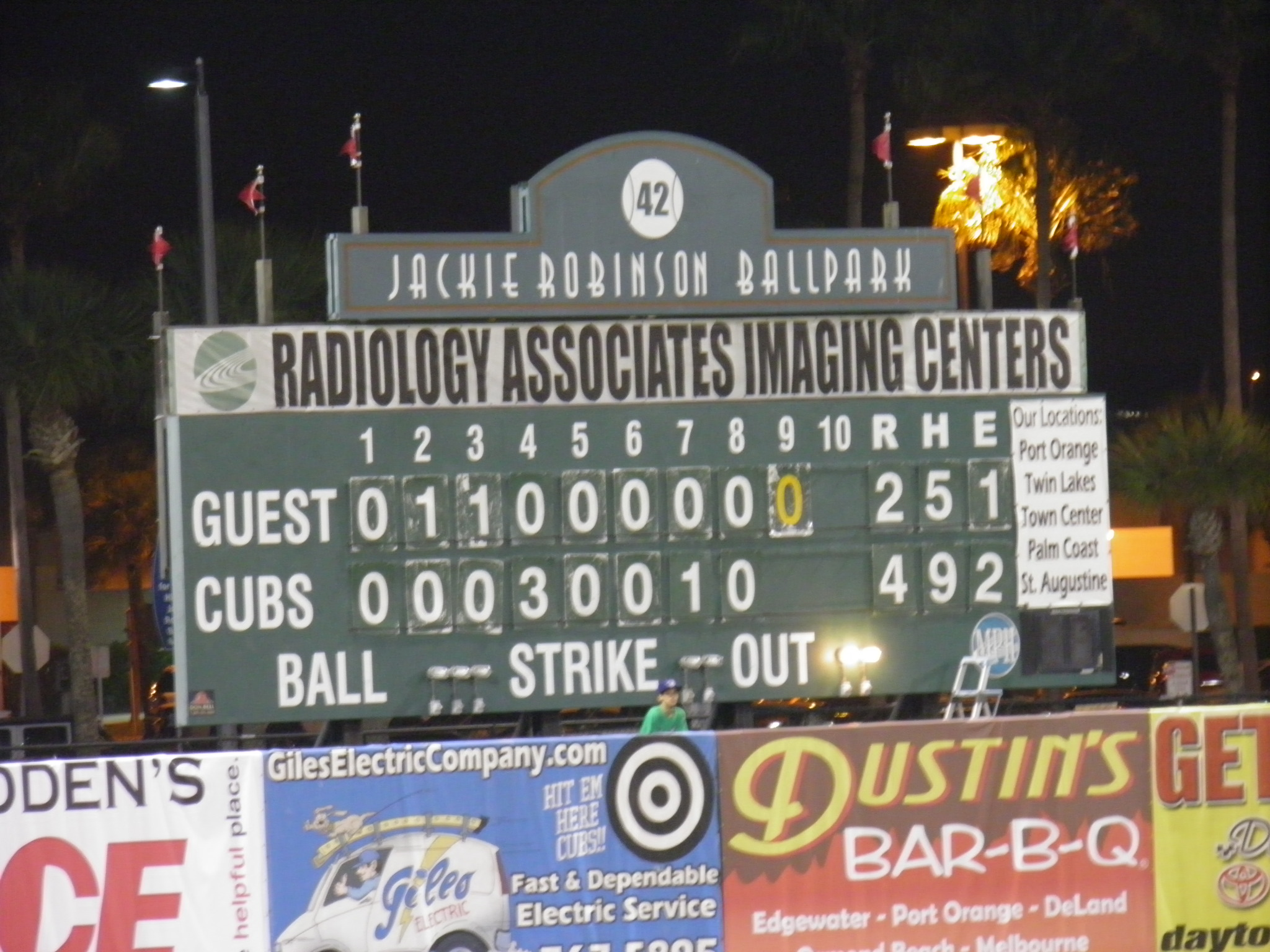
Placar de beisebol mostrando a pontuação de corridas por cada entrada.

Uma entrada (inning) no beisebol consiste em duas metades. Em cada metade, uma equipe rebate até três eliminações serem feitas, com a outra equipe jogando na defesa. Cada metade de entrada começa formalmente quando o árbitro declara: "Batedor pronto!" ("Batter up!"). Uma entrada completa é composta de seis eliminações, três para cada time; e um jogo de acordo com o regulamento é formado por nove entradas. O time visitante sempre bate primeiro em cada entrada, e esse turno é geralmente chamado de alta (top), derivado da posição do time visitante no topo do placar de linha. O turno do time da casa é chamado de baixa (bottom), e a pausa entre elas é chamada de intervalo (middle). Se o time da casa está liderando no intervalo da nona entrada, ou anota uma corrida para tomar à frente na baixa da nona entrada, o jogo termina imediatamente com vitória do time da casa. Uma metade de entrada em que todos os batedores são eliminados sem chegar em base diz-se que foi uma "entrada um-dois-três" ("one-two-three inning").
Se o placar está empatado passadas nove entradas, a partida vai para entradas extras (ver abaixo) até que uma entrada acaba com um time na dianteira. No beisebol japonês, contudo, o jogo acaba empatado após 12 entradas. Como no caso da nona entrada, o time da casa que marca para pegar a liderança em qualquer entrada extra vence automaticamente, e o jogo é considerado completo naquele momento, apesar do número de eliminações. Freqüentemente se refere a isto como uma situação de "walkoff", já que o último lance resulta nas equipes indo embora do campo porque o jogo acabou.

## Entradas extras
Entradas extras (extra innings), ou prorrogação, é o procedimento pelo qual o empate é quebrado.
Se o placar continua empatado ao fim de nove entradas completas, as regras prevêem que "o jogo continuará até (1) o time visitante ter marcado mais corridas no total que a equipe da casa ao fim de uma entrada completa; ou (2) o time da casa marcar a corrida da vitória numa entrada incompleta." Por bater na parte baixa da entrada, o time da casa que marca para tomar a liderança na nona entrada ou em qualquer ponto das entradas extras imediatamente encerra a entrada e o jogo com a vitória. Comumente, o time da casa vence por somente uma corrida nesta situação; mas se a rebatida for um home run, todos os corredores e o batedor têm direito a marcar, com suas corridas contando no placar final mesmo se isso pôr o time da casa à frente por mais de uma corrida.
As regras do jogo, incluindo a ordem de rebatedores, disponibilidade de jogadores reservas e arremessadores, etc., permanecem intactas nas entradas extras. Os treinadores devem mostrar prudência para evitar usar todos os seus substitutos, em caso do jogo se estender demais.

## Entrada Imaculada
Entrada imaculada é uma terminologia do beisebol usada para descrever que o arremessador enfrentou três rebatedores e eliminou os três por strikeouts em apenas nove arremessos. A probabilidade de o arremessador eliminar todos os três rebatedores em uma entrada com todos os nove arremessos sendo strikes é muito pequena. Só para se ter uma ideia da raridade, em toda a história da Major League Baseball, apenas cinco arremessadores conseguiram a façanha de ter conseguido pelo menos duas entradas imaculadas em toda a sua carreira.

## Ver Também
- Arremessador
- Rebatedor
- Receptor (beisebol)
- Strikeout
- Lista de arremessadores da MLB que eliminaram por strikeout três rebatedores em nove arremessos